# Spilopelia
Spilopelia är ett fågelsläkte i familjen duvor inom ordningen duvfåglar. Släktet omfattar här två arter med utbredning i Afrika samt Asien från Turkiet via Mellanöstern och Indien till västra Kina och söderut ända till Stora Sundaöarna:
- Pärlhalsduva (S. chinensis)
  - S. c. suratensis – urskiljs som egen art av Birdlife International
- Palmduva (S. senegalensis)

Spilopelia inkluderades tidigare med turturduvor och turkduvor i Streptopelia. DNA-studier visar dock att arterna är närmare släkt med duvorna i Nesoenas och faktiskt Columba än med övriga arter i Streptopelia.